# Maxim Vengerov
Maxim Vengerov, oroszul Makszim Alekszandrovics Vengerov (Максим Александрович Венгеров; Novoszibirszk, 1974. augusztus 20. –) orosz származású izraeli hegedűművész, karmester, tanár.

## Élete, munkássága
Vengerov a szovjetunióbeli Novoszibirszkben, Nyugat-Szibéria legnagyobb városában született, egyetlen gyermekként. Apja, Alekszandr Vengerov az ottani szimfonikus zenekar oboistája, anyja, Larissza egy gyermekotthon igazgatója volt, aki az intézmény ötszáz tagú gyerekkórusát vezette. Négyéves korában meghallgatta, és tanítását vállalta Galina Turcsanyinova. „Óriási tehetsége van – mondta –, ezért kétszer olyan keményen kell dolgoznia, mint másnak.” 1981-ben Moszkvába költözött a nagyszüleihez, és a Csajkovszkij Konzervatóriumhoz kapcsolódó Központi Speciális Zeneiskolában tanult tovább. Három évvel később vissza kellett térnie Novoszibirszkbe, mert a nagyapja megbetegedett. Zahar Bronnál, kora egyik legkiválóbb tanáránál tanult tovább, aki Vagyim Repin tanára is volt. Tízévesen megnyerte az 1984-es junior Wieniawski versenyt Lengyelországban, 11 évesen pedig a Csajkovszkij-verseny nyitókoncertjén játszott, amelyről a Melogyija kiadó hangfelvételt készített. Amikor Bron 1987-ben a londoni Királyi Zeneakadémia tanára lett, a 13 éves Vengerov és családja is vele költözött, majd amikor mestere a Lübecki Zeneakadémián lett tanár, oda is követték.
1990-ben családjával együtt kivándorolt Izraelbe, és felvették az izraeli állampolgárságot. 15 évesen fellépett az amszterdami Concertgebouw-ban, és ugyanebben az évben megnyerte a londoni Nemzetközi Carl Flesch versenyt, amelynek eredményeként elindult nemzetközi karrierje. 1991-ben debütált az Egyesült Államokban a New York-i Filharmonikusokkal. 1992-ben szerződést kötött a Teldec hanglemezkiadóval, majd 2000-ben az EMI kiadóval. Nagy áttörést jelentett számára 1994-ben Sosztakovics és Prokofjev hegedűversenyeinek felvétele, amelyen a Londoni Szimfonikus Zenekart egyik mentora, Msztyiszlav Rosztropovics dirigálta. A felvétel két Gramophone-díjat nyert. 2004-ben a Britten–Walton CD-je nyert Grammy-díjat. 2013-ban Tokióban éves Vengerov Fesztivált rendeztek, amelyen koncertek és mesterkurzusok is helyet kaptak. Vengerov Barenboim és Rosztropovics támogatásával folyamatosan bővítette repertoárját az oroszok és a romantikusok körétől egyfelől a barokk, másfelől a kortárs művek felé. Ennek egyik példájaként 2017-ben Pekingben, a darab világpremierjén bemutatta Csen Csi-kang kínai zeneszerző La Joie de la souffrance című, hegedűre és zenekarra írt művét. Vengerov a brácsa felé is nyitott, figyelemre méltó felvételek fűződnek a nevéhez ezen a hangszeren is. 2005-ben egy súlyemelő edzésen megsérült a válla, így a hegedülést átmenetileg szüneteltetnie kellett. Az esetről azonban Vengerov azt nyilatkozta az Indexnek, hogy „A baleset csak pletyka volt”. Ezért is tanult az örmény Vag Papiannál vezényelni, Didier Lockwoodnál az improvizációt tanulmányozta, majd részt vett egy kétéves operavezetési programban. 2000 és 2005 között hegedűprofesszor volt a németországi Saarbrückeni Egyetemen, azután tanított a svájci Menuhin Intézetben, 2005-től pedig a londoni Royal College of Musicban. A tanítás mellett számos versenyzsűriben is részt vett, köztük a Donatella Flick karmesterversenyen, a Menuhin-hegedűversenyen, a Henryk Wieniawski-hegedűversenyen és a montreali nemzetközi hegedűversenyen.
1997-től – első klasszikus zenészként – az UNICEF jószolgálati nagykövete, utazásai során a zenei élményt vitte el a szegény és háborús körülmények között élő gyermekek számára, például Ugandába, Thaiföldre és Koszovóba.
Vengerov 1998-tól egy 1727-es „ex-Kreutzer” Stradivarius-hegedűn játszik, Jasha Heifetz vonójával. A hangszert Yoko Nagae Ceschina grófnő, művészeti mecénás vásárolta meg számára.
Izraeli állampolgár. Felesége Olga Gringolc, Ilja Gringolc hegedűművész nővére, két lányuk van.
Maxim Vengerov többek szerint a világ egyik legragyogóbb hegedűművésze. Adrian Hamilton zenekritikus szerint „Vengerov a világ kedvenc hegedűse, … aki magában hordozza az olyan nagy hegedűsök hagyományát, mint Heifetz és Ojsztrah”. Roby Lakatos cigány hegedűművész szerint „Maxim úgy játszik, mint egy isten”. Galina Turcsanyinova, első tanára szerint „Olyan hegedűművész, mint Maxim, száz év alatt csak egyszer születik”. Vengerov magáról, előadó-művészetéről így nyilatkozott: „A célom a színpadon nem az, hogy az emberek azt mondják, érdekes értelmezés volt. Ehelyett azt szeretném, hogy a közönség jobban érezze magát egy napig, úgy érezze, hogy átélte a lelket.”

## Felvételei
Az AllMusic és a Discogs nyilvántartása alapján.
| Megjelenés | Tartalom                                                                                                 | Közreműködők                                         | Kiadó                  |
| ---------- | --- | ---------------------------------------------------- | ---------------------- |
| 1986       | Concert at the Grand Hall of Moscow Conservatoire 11 June, 1986                                          |                                                      | Melogyija              |
| 1989       | Maxim Vengerov (Schubert, Csajkovszkij, Ernst, Ysaÿe…)                                                   | Irina Vinogradova                                    | Biddulph Recordings    |
| 1992       | Beethoven: Sonata No. 9 „Kreutzer”; Brahms: Sonata No. 2                                                 | Alekszandr Markovics                                 | Teldec                 |
| 1993       | Bruch, Mendelssohn: Violin Concertos                                                                     | Gewandhausorchester Leipzig, Kurt Masur              | Teldec                 |
| 1994       | Prokofjev&Sosztakovics: Violin Concertos No. 1                                                           | London Symphony Orchestra, Msztyiszlav Rosztropovics | Teldec                 |
| 1997       | The Road I Travel (Csajkovszkij, Waxman, Brahms, Mozart…)                                                |                                                      | Teldec                 |
| 1999       | Brahms: Violin Concerto; Sonata No. 3                                                                    | Chicago Symphony Orchestra, Daniel Barenboim         | Teldec                 |
| 2000       | Scsedrin: Concerto Cantabile; Csajkovszkij: Sérénade mélancolique Op26; Stravinsky: Violin Concerto in D | London Symphony Orchestra, Msztyiszlav Rosztropovics | EMI Music Distribution |
| 2003       | Britten: Violin Concerto; Walton: Viola Concerto                                                         | London Symphony Orchestra, Msztyiszlav Rosztropovics | EMI Classics           |
| 2007       | Mozart: Violin Concertos Nos. 2 & 4; Sinfonia concertante                                                | UBS Verbier Festival Chamber Orchestra               | EMI Classics           |
| 2013       | Bach & Beethoven (+Wieniawski, Brahms)                                                                   | Itamar Golan                                         | Wigmore Hall Live      |
| 2014       | Beethoven, Schubert, Franck: Concert in Moscow, 2013                                                     |                                                      | Warner Music           |
| 2019       | Gateways: Csen, Kreisler, Rachmaninov                                                                    | Shanghai Symphony Orchestra, Ju Long                 | Deutsche Grammophon    |